# Epalzeorhynchos

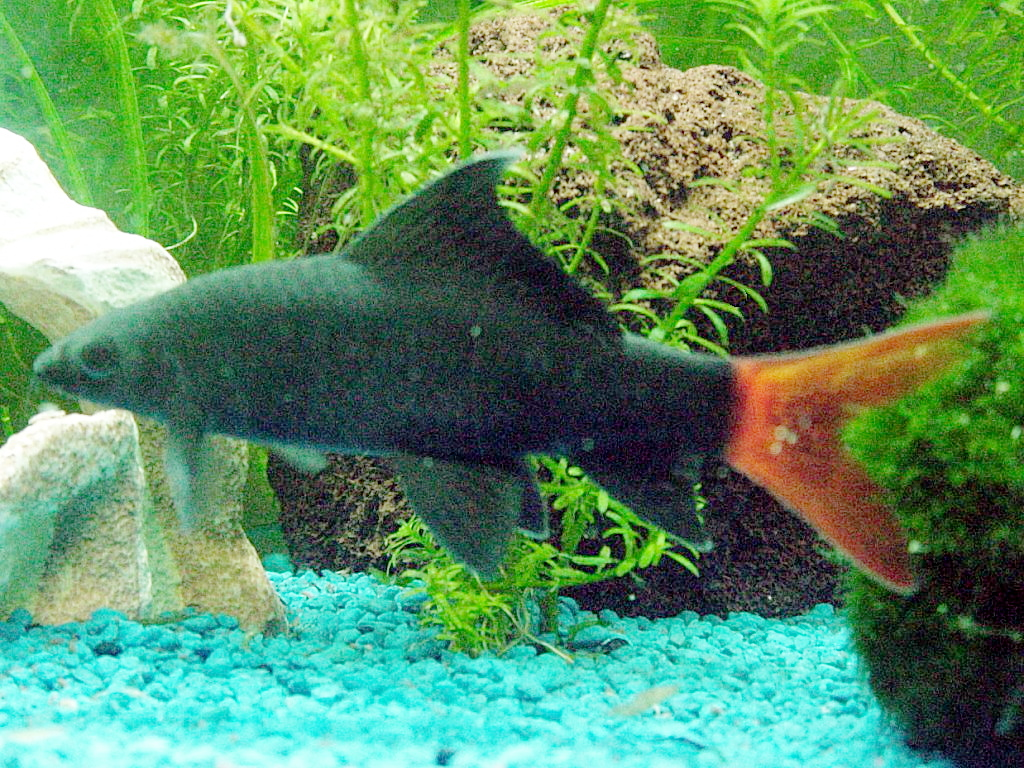
Epalzeorhynchos bicolor.

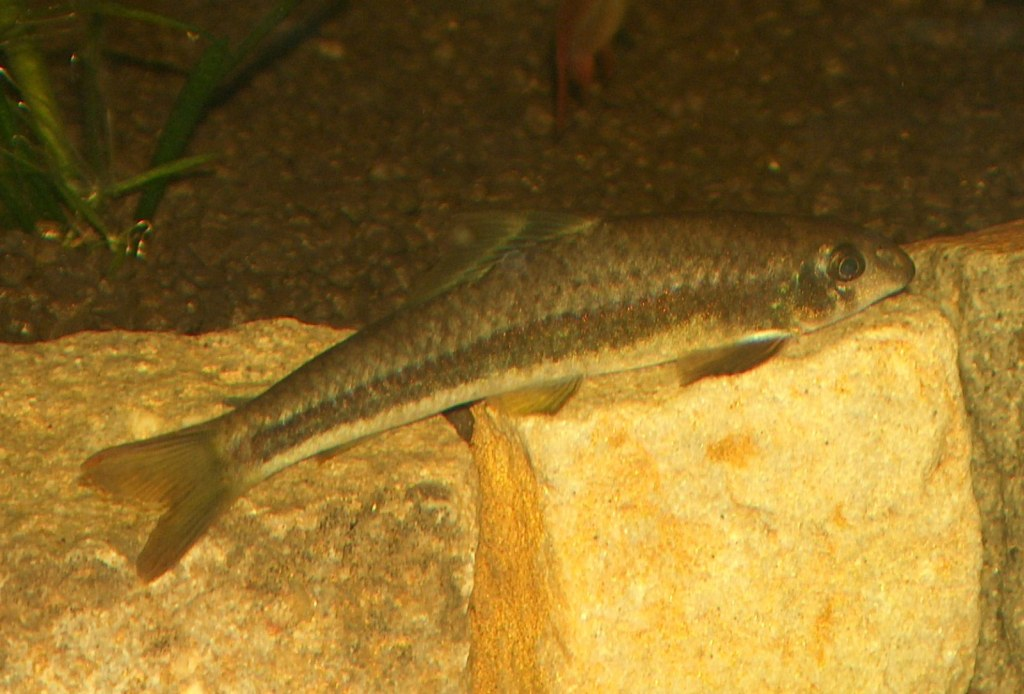
Epalzeorhynchos kalopterus.

El género Epalzeorhynchos son peces ciprínidos de agua dulce incluidos en el orden Cypriniformes, distribuidos por ríos del sudeste de Asia, aunque alguna especie es muy común encontrarla en acuarios de todo el mundo con alto valor comercial.
Tienen el cuerpo alargado con una pequeña boca, con una longitud máxima descrita de 16 cm.

## Hábitat y acuariología
Su hábitat natural es bentopelágico de clima tropical, donde suelen vivir en el fondo o pegados a sólidos flotantes. Tienen alimentación variada según la especie, desde omnívora a vegetariana.
Se mantienen bien en acuarios donde debe vivir en solitario pues es muy territorial, alcanzando en cautividad tallas de más de un metro.

## Especies
Existen 5 especies agrupadas en este género:
- Género Epalzeorhynchos:
  - Epalzeorhynchos bicolor (Smith, 1931)
  - Epalzeorhynchos bicornis (Wu in Wu, Lin, Chen, Chen and He, 1977)
  - Epalzeorhynchos frenatum (Fowler, 1934)
  - Epalzeorhynchos kalopterus (Bleeker, 1851)
  - Epalzeorhynchos munense (Smith, 1934)